# Elfe (Donjons et Dragons)
Cet article traite des elfes spécifiques à Donjons et Dragons
Pour les articles homonymes, voir Elfe (homonymie).

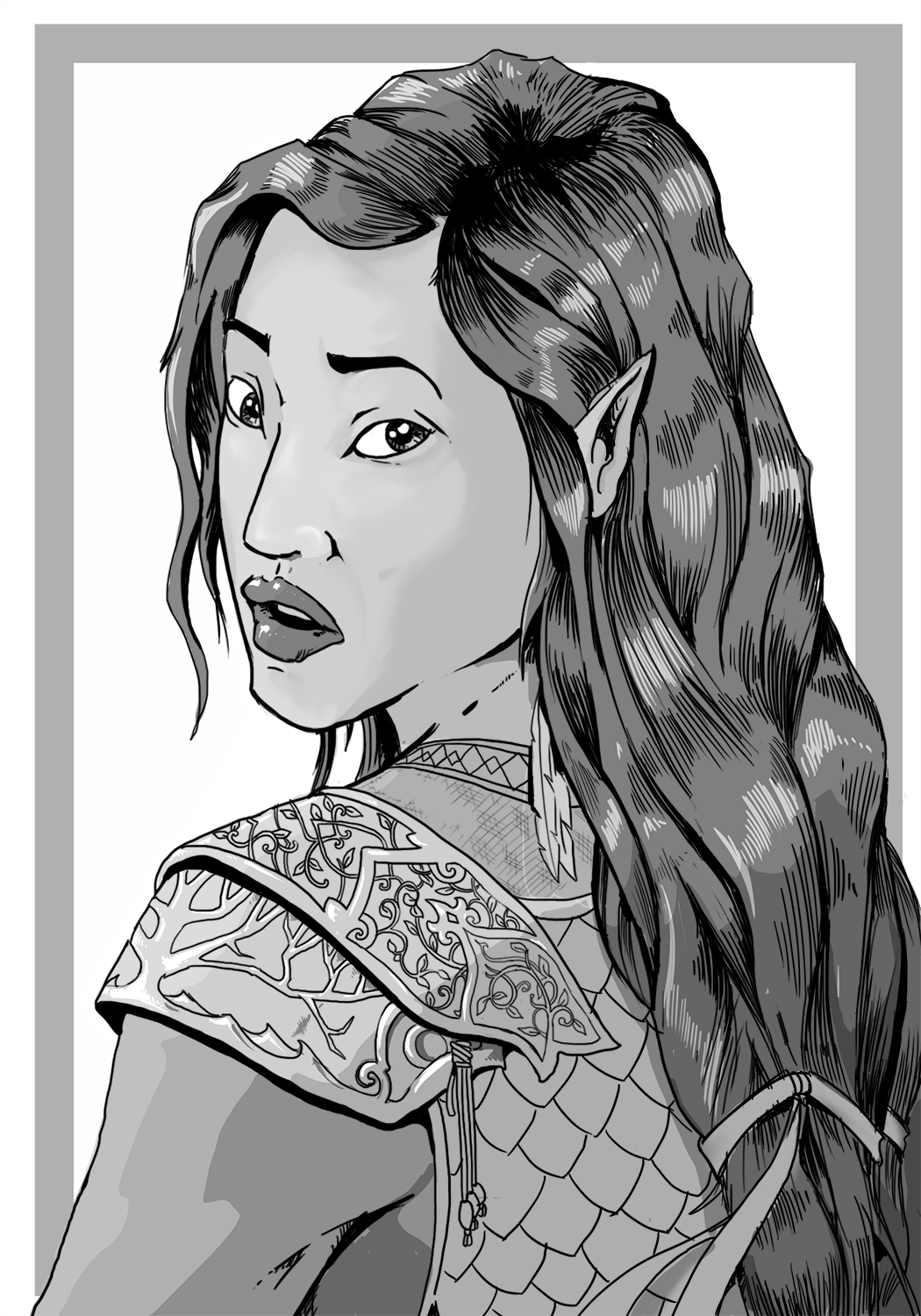
Une elfe dans Donjons et Dragons.

Dans le jeu de rôle médiéval-fantastique Donjons et Dragons, les elfes sont une race humanoïde qui fait partie des races principales disponibles pour la création de personnages-joueurs. Les elfes sont renommés pour leur maîtrise de la magie et de l'arc.
Comme Donjons et Dragons a plusieurs univers différents (appelés décors de campagne), les sous-races d'elfes peuvent varier. Néanmoins, leur apparence physique et certains traits physiques restent les mêmes.

## Les elfes de l'univers de base
On dénombre plusieurs peuples elfes :
- Hauts-elfes, connus aussi sous le nom de elfes de soleil, elfes dorés : Ils ont la peau couleur bronze, les cheveux blonds dorés ou cuivrés et les yeux verts ou dorés. Ils vivent 2 000 ans. De tous les peuples elfes, ils sont les plus arrogants et hautains. Ils pensent être le parangon du peuple elfique et les dirigeants naturels dudit peuple.
- Elfes aquatiques, ou elfes des mers : Ce sont des cousins des hommes-poissons, leur peau est vert argenté, leurs cheveux sont verts ou bleu-vert. Ils portent sur leur gorge les fentes de leurs branchies ; ils vivent sous l'eau, dans les eaux marines tranquilles et abritées, creusant des cavernes au fond des lagons ou dans les récifs ; ce sont des grands amis des dauphins, et des ennemis des sahuagins et des requins ; ils commercent avec les elfes terrestres, notamment pour avoir des outils et armes métalliques (la métallurgie est impossible sous l'eau).
- Elfes des bois (elfes sylvains, elfes verts, voire elfes cuivrés) aussi appelés elfes sauvages (pour désigner leur caractère de reclus) : Ils ont la peau pâle, les cheveux blonds ou cuivrés, les yeux vert clair ou noisette ; ils vivent reclus dans les forêts primitives et s'habillent aux couleurs de la forêt (brun, vert) ; ils sont forts mais moins malins que les hauts-elfes, et vivent plusieurs siècles. Ils ont des pouvoirs tirés de la nature et beaucoup d'entre eux peuvent parler aux arbres et aux animaux.
- Elfes gris, ou elfes féeriques : Ce sont les elfes les plus puissants, mais aussi les plus rares ; ils ont la peau pâle, les cheveux argentés ou or pâle, et les yeux ambrés ou violets ; ils vivent reclus dans des prairies isolées et aiment s'habiller en blanc ou jaune, argenté ou doré ; ce sont les plus intelligents, et peuvent vivre 1 500 ans.
- Elfes noirs, ou drows : Ces elfes ont la peau sombre, les cheveux blancs et les yeux rouge sang. Ils vivent dans les profondeurs souterraines et sont majoritairement maléfiques. Leur société est matriarcale, dominée par les prêtresses de Lolth, la déesse araignée. Les drows ont été popularisés par les romans de R. A. Salvatore qui décrivent les aventures du paria Drizzt Do'Urden.
- Demi-elfes : Ce sont des métis humains ; ils vivent en moyenne 250 ans et ont des particularités des deux races.

## Les elfes dansGreyhawk
Greyhawk étant le décor de campagne par défaut de la troisième édition de Donjons et Dragons, les elfes de Greyhawk sont le « standard » auquel ceux des autres univers sont comparés.
Les elfes de Greyhawk mesurent le plus souvent entre 1,40 et 1,65 mètre et sont sveltes de corpulence. Les mâles et les femelles sont peu différenciés. Ils ont un visage fin, de grands yeux, et des oreilles longues et pointues. Ils vivent dans des forêts, souvent comme nomades.
De nombreuses sous-races d'elfes existent, parmi lesquelles les elfes des profondeurs, les elfes sauvages ou grugach, les elfes gris, les hauts-elfes, les elfes noirs ou drows, et les elfes ailés ou avariels.

## Les elfes dansBirthright
Les elfes de Birthright, aussi appelés Sidhelien, peuplaient le continent de Cerilia avant l'arrivée des Humains. Ils se distinguent des elfes de la plupart des autres univers de Donjons et Dragons par le fait qu'ils ne vénèrent aucune divinité, que leur alignement est neutre plutôt que bon, qu'ils sont immortels, et qu'ils ne laissent aucune trace derrière eux dans leurs déplacement.
Les elfes se sont beaucoup battu contre les Humains pour protéger leurs forêts, et se sont donc rangés du côté d'Azrai, le dieu maléfique, pour les détruire. Mais la plupart des Sidhelien ont reconnu la nature maléfique d'Azrai pendant la bataille du mont Deismaar et ont changé de bord.
À l'époque du jeu Birthright, les Elfes ne contrôlent plus que quelques royaumes forestiers. La plupart sont xénophobes et isolationnistes et attaquent les Humains qui pénètrent leurs forêts. Les seuls royaumes elfiques en Anuire sont Tuarhiviel et le Sielwode.
Parmi les elfes qui n'ont pas changé de camp pendant la bataille du mont Deismaar se trouvait Rhuobhe Manslayer. Il a reçu une partie du sang d'Azrai pendant le combat ce qui en fait un Awnshegh. Il dirige toujours une petite province belliqueuse qui porte son nom. Son seul but semble être de tuer des Humains.

## Les elfes dansDark Sun
Les elfes d'Athas, le monde de Dark Sun, sont les seuls elfes à avoir une longévité inférieure aux humains. Cela s'explique par leur style de vie rude et leur santé fragile.
Ces elfes sont le plus souvent des nomades qui parcourent le désert à pied. Ils préfèrent toujours courir plutôt que de monter un animal. Ceux qu'on rencontre dans les cités-états ont une réputation d'escrocs, de voleurs et de menteurs.

## Les elfes dansEberron
Les elfes d'Eberron partagent avec ceux de Greyhawk leur apparence physique et leurs capacités. Leur religion et leur culture sont toutefois très différentes, et seules deux sous-races en sont décrites.
Ils sont une race ancienne. Ils vivaient originellement sur le continent de Xen'Drik sous la domination des Géants. À la chute de l'empire de leurs maîtres, les elfes se sont partagés en deux : les drows ou elfes noirs qui sont restés sur Xen'Drik, et les autres qui sont partis sur l'île-continent d'Aerenal et y ont fondé une civilisation.
Les elfes d'Aerenal sont fascinés par la mort et le maintien de la vie. Ils vénèrent leurs ancêtres morts et les plus méritants d'entre eux deviennent des immortels après leur mort, c’est-à-dire des sortes de morts-vivants qui sont animés par de l'énergie positive (comme les vivants) plutôt que de l'énergie négative (comme les autres morts-vivants). Cette fascination va, pour certains elfes, jusqu'à la pratique de s'habiller ou se tatouer pour ressembler à un cadavre.
Les elfes se sont aussi installés sur le continent de Khorvaire, où beaucoup d'entre eux se sont mêlés aux Humains. Au cours de la Dernière Guerre, des mercenaires elfes ont créé leur propre nation sur Khorvaire, le pays de Valenar.

## Les elfes dansPlanescape
Les elfes originaires de Sigil et des différents plans de Planescape sont rares ; la plupart viennent du plan Primaire. La grande majorité des divinités elfes habite Arvandor. Lolth et les divinités des elfes noirs vivent dans les Abysses.

## Les elfes dans lesRoyaumes oubliés
Les elfes des Royaumes oubliés sont très proches de ceux de Greyhawk, mais sont de plus grande taille, mis à part les drows. Leurs dénominations changent également, les termes suivants étant préférentiellement utilisés :
- les elfes des profondeurs sont inconnus sur Abeir-Toril, tout au moins sur Féérune.
- les elfes sauvages sont désignés sous le même nom que dans Greyhawk, mais parfois aussi sous celui d'elfes verts, souvenir des ancêtres de cette sous-race.
- les elfes gris sont appelés elfes de la lune, ou elfes d'argent. Ils forment la sous-espèce la plus courante sur Féérune, et la plus liée avec les humains. La majorité des demi-elfes sont des demi-elfes de la lune. Sur Abeir-Toril, parler d'un elfe « gris » est une insulte envers les elfes de la lune si ce n'est l'un d'eux qui emploie ce terme, le « gris » étant les restes de métal inutilisables après la forge d'un objet.
- les hauts-elfes prennent les noms d'elfes du soleil ou d'elfes d'or. Souvent imbus d'eux-mêmes, ils sont également très présents sur Féérune.
- les elfes noirs ou drows conservent leur nom et leur sinistre réputation.
- les elfes ailés ou avariels gardent leurs noms. Ils sont extrêmement rares sur Féérune, leur sous-espèce ayant lutté depuis leur arrivée sur Toril contre les dragons et les races maléfiques.
- les elfes aquatiques évoluent dans les mers et océans bordant les rivages de Féérune.
- les elfes des bois, ou elfes de cuivre, résultent d'un mélange des sous-espèces originales d'elfes ayant émigrés sur Abeir-Toril, et s'étant formé après les Guerres de la Couronne. Ils arpentent librement les forêts denses de Féérune, mais demeurent moins farouches que les elfes sauvages.
- les elfes des étoiles, ou elfes de mithral, ressemblent assez aux elfes de la lune, mais sont au moins aussi mystérieux et rares que les avariels. Certains demeurent au bois de Yuir en Aglarond et viennent de reprendre pied sur Féérune, après deux millénaires d'isolement dans leur demi-plan, Sildëyuir.